# Alcaucín
Alcaucín település Spanyolországban, Málaga tartományban. Alcaucín Canillas de Aceituno, Periana, Viñuela, Zafarraya és Alhama de Granada községekkel határos. Lakosainak száma 2653 fő (2024).

## Népesség
A település népessége az elmúlt években az alábbi módon változott:
| Lakosok száma | 1534 | 1651 | 2286 | 2576 | 2817 | 2454 | 2253 | 2230 | 2487 | 2653 |
|               | 2001 | 2004 | 2007 | 2009 | 2012 | 2014 | 2017 | 2019 | 2022 | 2024 |